# Typhloreicheia
Typhloreicheia is een geslacht van kevers uit de familie van de loopkevers (Carabidae). De wetenschappelijke naam van het geslacht is voor het eerst geldig gepubliceerd in 1924 door Hohdhaus.

## Soorten
Het geslacht Typhloreicheia omvat de volgende soorten:
- Typhloreicheia abbazzii Magrini & Fancello, 2007
- Typhloreicheia andreinii (Dodero, 1916)
- Typhloreicheia angelae Magrini, 2003
- Typhloreicheia annamariae Magrini, 2003
- Typhloreicheia arganoi Vigna Taglianti, 2001
- Typhloreicheia bastianinii Magrini, 2003
- Typhloreicheia belloi Magrini & Baviera, 2011
- Typhloreicheia berninii Magrini; Bastianini & Petrioli, 2001
- Typhloreicheia cirocchii Magrini, 2003
- Typhloreicheia consortii Magrini, 2003
- Typhloreicheia damone (Holdhaus, 1924)
- Typhloreicheia degiovannii Magrini, 2003
- Typhloreicheia denticulata (Holdhaus, 1924)
- Typhloreicheia doderoi (Holdhaus, 1924)
- Typhloreicheia elegans (Dodero, 1916)
- Typhloreicheia eleonorae Leo; Magrini & Fancello, 2005
- Typhloreicheia exilis Leo; Magrini & Fancello, 2005
- Typhloreicheia fancelloi Magrini, 1999
- Typhloreicheia fausti Fancello, 1988
- Typhloreicheia henroti Jeannel, 1957
- Typhloreicheia holdhausi Magrini; Fancello & Casale, 2006
- Typhloreicheia ilianae Casale & Marcia, 2011
- Typhloreicheia ilvensis (Holdhaus, 1924)
- Typhloreicheia jana Magrini; Fancello & Casale, 2006
- Typhloreicheia jucunda (Holdhaus, 1924)
- Typhloreicheia kraussei (Reitter, 1914)
- Typhloreicheia laurentii Magrini, 2004
- Typhloreicheia leoi Magrini, 2003
- Typhloreicheia maginii Magrini & Vanni, 1990
- Typhloreicheia manto (Holdhaus, 1924)
- Typhloreicheia martanensis Magrini & Degiovanni, 2007
- Typhloreicheia medusa Magrini & Fancello, 2005
- Typhloreicheia melonii Magrini, 2000
- Typhloreicheia messanae Magrini, 2007
- Typhloreicheia mingazzinii Magrini & Vanni, 1990
- Typhloreicheia minima Binaghi, 1936
- Typhloreicheia monacha Casale & Marcia, 2011
- Typhloreicheia monticola (Holdhaus, 1924)
- Typhloreicheia montisneronis Binaghi, 1942
- Typhloreicheia nadiae Magrini, 2003
- Typhloreicheia occulta (Holdhaus, 1924)
- Typhloreicheia onnisi Casale & Magrini, 2004
- Typhloreicheia pandora (Holdhaus, 1924)
- Typhloreicheia parallela (Holdhaus, 1924)
- Typhloreicheia pellita Leo; Magrini & Fancello, 2005
- Typhloreicheia petriolii Magrini & Fancello, 2007
- Typhloreicheia praecox (Schaum, 1857)
- Typhloreicheia raymondi (Putzeys, 1869)
- Typhloreicheia regina Leo; Magrini & Fancello, 2005
- Typhloreicheia rocchii Magrini & Degiovanni, 2006
- Typhloreicheia sardoa (Baudi, 1891)
- Typhloreicheia supramontis Leo; Magrini & Fancello, 2005
- Typhloreicheia tanit Leo; Magrini & Fancello, 2005
- Typhloreicheia tegulae Leo; Magrini & Fancello, 2005
- Typhloreicheia usslaubi (Saulcy, 1870)
- Typhloreicheia valeriae Fancello, 1988
- Typhloreicheia vignai Magrini, 2003
- Typhloreicheia viti Magrini & Bulirsch, 2002
- Typhloreicheia zingarensis Magrini & Baviera, 2003